# مارگارت منه‌گز
مارگارت مِنه‌گز (فرانسوی: Margaret Ménégoz‎؛ زادهٔ ۲۱ آوریل ۱۹۴۱ - درگذشته ۷ اوت ۲۰۲۴) تهیه‌کننده فیلم اهل فرانسه و آلمان بود.
از فیلم‌هایی که او در آنها نقش داشته است، می‌توان به دوست دوست من، مادام کاملیا و دانتون، پرتو سبز، اروپا اروپا، یک قصه بهاری، داستان زمستان، زمانه گرگ، پنهان، روبان سفید، عشق، یادزدودگی، جن‌زدگان، از خشم و هیاهو و پایان خوش اشاره کرد. او در چهلمین جشنواره بین‌المللی فیلم برلین عضو هیئت داوران بود.
وی همچنین برندهٔ جوایزی همچون لژیون دونور شده است.